# À jour (Klingenwaffe)

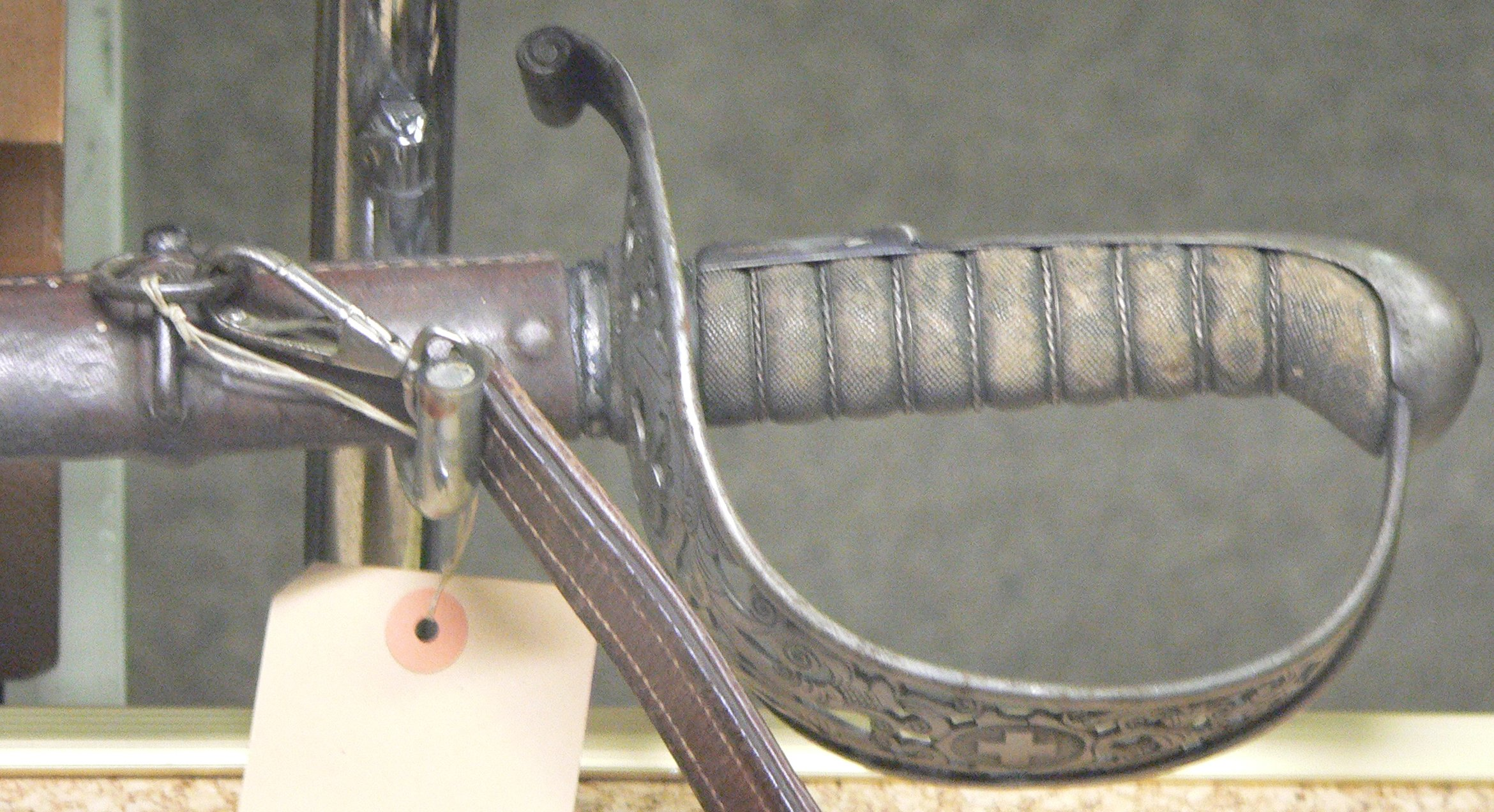
Schweizer Säbel mit Korb "à jour"

À jour bedeutet im Bereich der Klingenwaffen durchbrochen. Im Bezug auf Waffen benennt es durchbrochen dargestellte und hergestellte Teile an Waffen, unter anderem Gefäßteile, Scheidenbeschläge und Zierteile. Diese können einem Zweck (Fang- oder Faustriemenschlitz, Gewichtsverringerung) oder nur der Verzierung der Waffe dienen. Dies trifft auch zu, wenn ein Gefäß zum Beispiel als Klingenfänger konstruiert und benutzt wird. À jour wird in seltenen Fällen auch bei Klingen benutzt.